# Кашина Ђирола (Варезе)
Кашина Ђирола је насеље у Италији у округу Варезе, региону Ломбардија.
Према процени из 2011. у насељу је живело 124 становника. Насеље се налази на надморској висини од 214 м.